# Les Deux Alfred
 (mai 2021).
Si vous disposez d'ouvrages ou d'articles de référence ou si vous connaissez des sites web de qualité traitant du thème abordé ici, merci de compléter l'article en donnant les références utiles à sa vérifiabilité et en les liant à la section « Notes et références ».
Pour plus de détails, voir Fiche technique et Distribution.
Les Deux Alfred (typographié Les 2 Alfred sur l'affiche) est une comédie française écrite et réalisée par Bruno Podalydès et sortie en 2020. Le film est une comédie de mœurs, avec la confrontation entre un papy boomer déboussolé et une manager acariâtre dans une start-up utilisant un jargon anglophone.
Le film est sélectionné et présenté au festival du film américain de Deauville en septembre 2020. Il sort ensuite en 2021 dans les salles.

## Synopsis
Alexandre, en crise dans son couple, doit prouver à sa femme sous-marinière (et absente pour deux mois) qu'il est capable de retrouver du travail, s'occuper de ses enfants et équilibrer ses comptes. À la crèche il rencontre Arcimboldo, un alter ego uberisé, qui va l'accompagner et sera un peu la fée de ce conte. Alexandre trouve un emploi, dont il n'a pas très bien compris en quoi il consiste, chez The Box, une start-up qui cultive une certaine forme de bonheur au travail, tout en appliquant le principe No Child (enfants interdits) car l'engagement doit être intense. Envoyé en mission dans la ville de son enfance, il fait équipe avec une executive woman d'un abord assez impressionnant. Obligé à de nombreuses contorsions pour cacher l'existence de ses enfants et gérer « les deux Alfred » (deux peluches de singe jumelles qui servent de doudou), il va découvrir que la redoutable Séverine, au bord de la crise de nerfs en permanence, est en fait la mère de Suzie, stagiaire dans l'entreprise, et que beaucoup de ses collègues cachent soigneusement le fait qu'ils ont des enfants. À l'instigation de Suzie, ils décident de profiter de la conf call hebdomadaire pour faire leur « coming out » de parents et reprendre le contrôle de leurs vies.

## Fiche technique
Sauf indication contraire, les informations mentionnées dans cette section peuvent être confirmées par les bases de données cinématographiques IMDb et Unifrance,  présentes dans la section « Liens externes ».
- Titre original : Les Deux Alfred (ou Les 2 Alfred)
- Réalisation et scénario : Bruno Podalydès
- Photographie : Patrick Blossier
- Montage : Christel Dewynter, assisté de Mia Collins
- Décors : Wouter Zoon
- Costumes : Dorothée Guiraud
- Son : Laurent Poirier
- Mixage son : Cyril Holtz
- Création de l'affiche française : Charles Berberian[3]
- Production : Pascal Caucheteux
- Sociétés de production : Why Not Productions, Arte, Canal+, OCS
- SOFICA : Cinécap 3, Cinémage 14
- Sociétés de distribution : UGC ; O'Brother Distribution (Belgique), Xenix Filmdistribution (Suisse romande)
- Pays de production :  France
- Langue originale : français
- Format : couleur — 35 mm
- Genre : comédie
- Durée : 92 minutes
- Dates de sortie :
  - France : 9 septembre 2020 (Festival du cinéma américain de Deauville) ; 16 juin 2021 (sortie nationale)
  - Suisse romande : 16 juin 2021

## Distribution
- Denis Podalydès : Alexandre Duveteux
- Sandrine Kiberlain : Séverine Cupelet
- Bruno Podalydès : Arcimboldo
- Luàna Bajrami : Suzie, la fille et assistante de Séverine
- Yann Frisch : Aymeric
- Leslie Menu : Sarah
- Michel Vuillermoz : le banquier
- Jean-Noël Brouté : le ventouseur de chez Wyn Wyn
- Isabelle Candelier : la femme d'affaires
- Philippe Uchan : le chauffeur épuisé du VTC
- Patrick Ligardes : le maire de Croisseuil
- Florence Muller : Gisèle, la femme du maire et première adjointe de Croisseuil
- Nino Podalydès : Clément, le fils du maire
- Vanessa Paradis : Albane, la femme d'Alexandre
- Georges Podalydès : le fils d'Alexandre
- Samuel Benchetrit : un passager d'Autoclock
- Gabor Rassov : un passager d'Autoclock
- Elodie Huber : la puéricultrice
- Léa Barbaroux : Ernestine
- Jules Trouillard : Jasmin

## Musique
- Veridis Quo de Daft Punk.

## Accueil

### Accueil critique
Le film recueille une moyenne de 3.8/5 pour les critiques presse sur Allociné.

### Box office
Le film enregistre 118 883 entrées lors de sa première semaine d'exploitation en France.

## Distinctions

### Sélections
- Label Festival de Cannes 2020
- Festival du cinéma américain de Deauville 2020 : sélection en section L'heure de la Croisette